# Boroecia maxima
Boroecia maxima är en kräftdjursart som först beskrevs av Brady och Norman 1896.  Boroecia maxima ingår i släktet Boroecia och familjen Halocyprididae. Inga underarter finns listade.